# Orgel der St.-Bartholomäus-Kirche (Dornum)

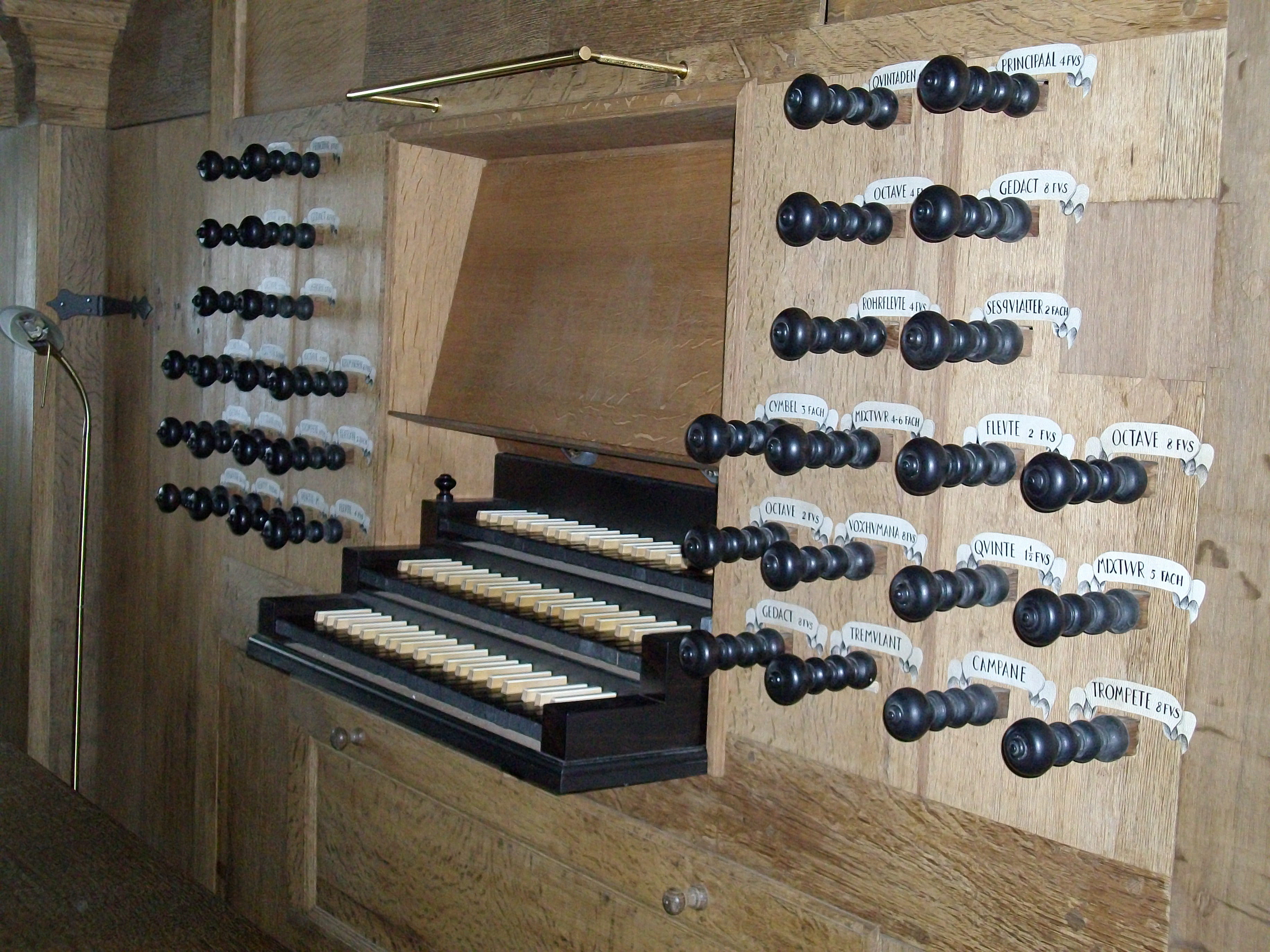
Spieltisch der Orgel in Dornum

Die Orgel der St.-Bartholomäus-Kirche in Dornum wurde 1710–1711 von Gerhard von Holy gebaut und ist eine der größten Dorforgeln im norddeutschen Raum und nach Norden und Leer die drittgrößte historische Orgel in Ostfriesland. Sie verfügt über 32 Register auf drei Manualen und Pedal.

## Baugeschichte

### Vorgängerorgel
Etwa 1530 wurde eine Orgel aus einem Kloster übernommen, bei dem es sich der Tradition zufolge um die Orgel der aufgehobenen Klosterkirche Oldekloster, einer Außenstelle des Klosters Marienkamp, handeln soll. Dieses Vorgängerinstrument muss also noch älter gewesen sein und aus spätgotischer Zeit stammen.

### Neubau 1711 durch Holy
Holy übernahm für seinen Orgelneubau (1710–1711) sechs Register der Vorgängerorgel. Unter dem Eindruck des parallel durchgeführten Neubaus in Jever wurde Holy noch während der Baumaßnahmen in Dornum mit der Erweiterung der Orgel um ein selbstständiges Pedal beauftragt. Da die Südwand dafür nicht den erforderlichen Raum bot, entschied man sich für die Westempore. Aufgrund des niedrigen Tonnengewölbes konnte im Pedal der Principal 16′ erst ab B im Prospekt stehen. Die tieferen Pfeifen stehen gedeckt, also als Subbass dahinter.

### Reparaturen und Veränderungen zwischen 1764 und 1932
Für das Jahr 1764 ist eine größere Reparatur durch Hinrich Just Müller (Wittmund) belegt, der von 1763 bis 1811 die Jahrespflege versah. Arnold Rohlfs reparierte 1836 die Klaviaturen. 1882–1883 führte Johann Diepenbrock (Norden) einen Umbau durch und ersetzte sieben alte Register durch neue, dem Zeitgeschmack entsprechende, und die Klaviaturen. Die zinnhaltigen Prospektpfeifen mussten 1917 zu Rüstungszwecken abgeliefert werden und wurden erst 1932 durch Zinkpfeifen ersetzt.

### Renovierungen im 20. Jh.
Nach Plänen von Christhard Mahrenholz erfolgte im Rahmen der Orgelbewegung 1935–1937 eine Restaurierung und die Wiederherstellung der Disposition Holys durch P. Furtwängler & Hammer, allerdings mit Fabrikpfeifen. 1952 wurde das Instrument unter Denkmalschutz gestellt. Die Firma Alfred Führer führte 1969 eine Reparatur der schlimmsten Heizungsschäden durch.
Eine umfassende Restaurierung erfolgte 1997/1998 durch Jürgen Ahrend (Leer-Loga), der den ursprünglichen Zustand wieder nach strengen denkmalpflegerischen Maßstäben herstellte,  und die zwölf später erneuerten Register rekonstruierte. Aufwändig war die Sanierung des verzogenen Gehäuses, der Spieltraktur und der Spieltischanlage sowie der Windanlage. Schließlich wurde auch die „erweitert“ mitteltönige Temperatur wieder angelegt.
Sechs schwere, bleihaltige Register stammen noch aus der Vorgängerorgel und 14 von Holy. Auch die fünf Keilbälge sind original. Die unpassende weiße Farbgebung wurde entfernt, sodass das prächtige Gehäuse mit dem reichen Schnitzwerk dem wieder hergestellten Klangreichtum entspricht. Die Orgel in Dornum gehört in Holys frühe Schaffensperiode, ist aber ein Meisterwerk auf höchstem handwerklichen und klangästhetischen Niveau. Von besonderer Klangcharakteristik sind die vier originalen Holzflöten, aber auch die reichen Möglichkeiten für Plenum-Registrierungen. Interessant ist der Vergleich zu dem zeitgleich entstandenen Schwesterinstrument in Marienhafe.

## Disposition seit 1998 (= 1711)
| I Rückpositiv CDEFGA–c3 |       |   |
| Principaal              | 04′   | A |
| Quintaden               | 08′   | O |
| Gedact                  | 08′   | H |
| Fleute                  | 04′   | H |
| Octave                  | 02′   | H |
| Fleute                  | 02′   | O |
| Quinte                  | 1 ⁄2′ | H |
| Sesquialter II0         |       | A |
| Mixtuur III             |       | A |
| Dulcian                 | 08′   | H |

| II Hauptwerk CDEFGA–c3 |     |   |
| Principaal             | 08′ | A |
| Quintaden              | 16′ | A |
| Gedact                 | 08′ | O |
| Octave                 | 04′ | O |
| Rohrfleute             | 04′ | O |
| Nashorn                | 03′ | H |
| Octave                 | 02′ | O |
| Mixtuur IV–VI0         |     | A |
| Trompete               | 08′ | A |
| Vox humana             | 08′ | A |

| III Brustwerk CDEFGA–c3 |    |   |
| Gedact                  | 8′ | H |
| Fleute                  | 4′ | H |
| Octave                  | 2′ | H |
| Tertian II              |    | A |
| Cymbel III0             |    | A |
| Krumhorn                | 8′ | A |

| Pedal CDE–d1 |      |   |
| Principaal0  | 16′0 | A |
| Octave       | 08′  | H |
| Octave       | 04′  | H |
| Mixtuur VI   |      | H |
| Posaune      | 16′  | H |
| Trompete     | 08′  | H |

- Koppeln: III/II (Schiebekoppel)
- Tremulant für II und III
- Zwei Cymbelsterne

Anmerkungen
1. 1 2 3 4  Holz.

O = übernommene Register aus der Vorgängerorgel (16. Jh.)
H = Holy (1711)
A = Rekonstruktion Ahrend (1998)

## Technische Daten
- 32 Register
- Traktur:
  - Tontraktur: Mechanisch
  - Registertraktur: Mechanisch
  - Zwei Sperrventile
- Windversorgung:
  - 69 mmWS Winddruck
  - Fünf Keilbälge
- Stimmung:
  - Höhe a1= 479 Hz bei 18 °C
  - „Erweitert“ mitteltönige Stimmung (1/5-Komma)

## Aufnahmen/Tonträger
- Orgellandschaften. Folge 4: Eine musikalische Reise zu acht Orgeln der Region Ostfriesland (Teil 1). 2013, NOMINE e. V., LC 18240 (Thiemo Janssen in Rysum, Osteel, Westerhusen, Marienhafe, Dornum und Agnes Luchterhandt in Uttum, Pilsum, Norden).
- Orgels in de eems-dollard regio. Vol. 1. 1999. VLS VLC 0599 (Peter Westerbrink).
- Wie schön leuchtet der Morgenstern. 2000. Wergo, ORG 70092 (Torsten Laux in Dornum, Eisenberg und Speyer).
- Melchior Schildt, Peter Morhard: Complete Organ Works. 2008. cpo 777 (Friedhelm Flamme in Dornum)
- Sweet bird – Orgelportrait Dornum. Monteverdi, Frescobaldi, Purcell, Schütz, Weckmann, Buxtehude, Bach, Händel, Haydn. 2011, AK 1433-1 (Gudrun Sidonie Otto – Sopran, Andreas Liebig – Orgel)